# Alois Riegl

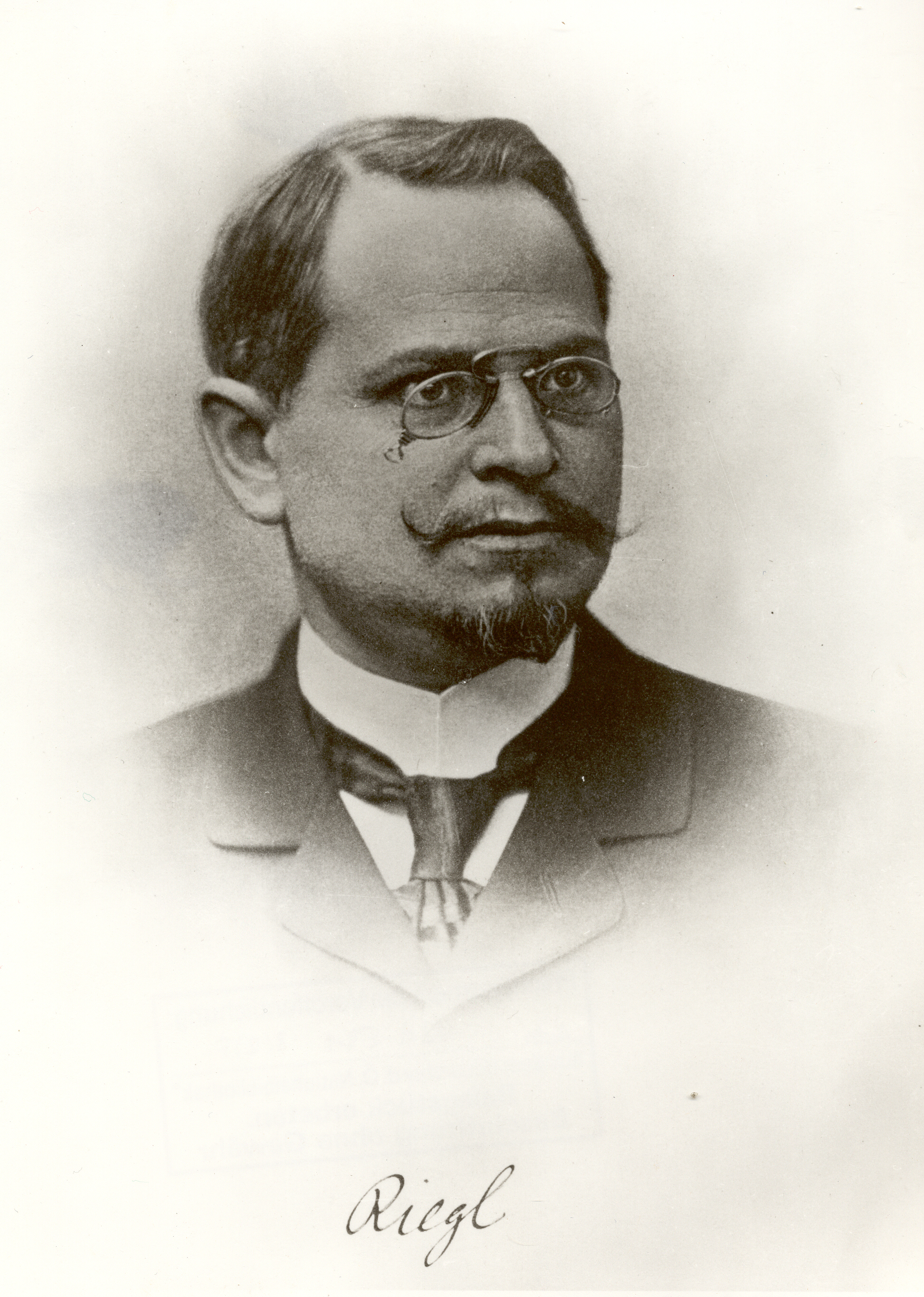
Alojzy Riegl, 1890

Alois Riegl (ur. 14 stycznia 1858 w Linzu, zm. 17 czerwca 1905 w Wiedniu) – austriacki historyk, reprezentant tzw. szkoły wiedeńskiej w historii sztuki (Wiener Schule der Kunstgeschichte), optujący za nadaniem historii sztuki miana nauki akademickiej. Riegl był formalistą, przeciwstawiał się burzeniu i niedocenianiu dorobku wcześniejszych epok.
Kryteria klasyfikacji zabytków według Riegla: 
1. pomnik – dzieło utrwalające
2. dzieło sztuki – obiekt o wartości artystycznej
3. zabytek historyczny – wartość historyczna

Teorie wartości Riegla:
1. wartość starożytna – zachowanie śladów przemijania, "życie zabytków"
2. wartość historyczna – nie dopuszcza do rekonstrukcji, dorabiania
3. wartość zamierzona – pamiątkowa

## Literatura
- Kasperowicz, Ryszard: Alois Riegl, Georg Dehio i kult zabytków / przekł. i wstęp Ryszard Kasperowicz. Edition Wyd. 2 popr. Wyd. 2 popr. Warszawa : Oficyna Wydawnicza "Mówią wieki", 2006. – ISBN 83-86156-27-9.
- Dolff-Bonekämper, Gabi: Gegenwartswerte. Für eine Erneuerung von Alois Riegls Denkmalwerttheorie. In: Hans-Rudolf Meier und Ingrid Scheurmann (Hrsg.). DENKmalWERTE. Beiträge zur Theorie und Aktualität der Denkmalpflege. Georg Mörsch zum 70. Geburtstag. Deutscher Kunstverlag, Berlin, München 2010, ISBN 978-3-422-06903-9, S. 27-40.